# Tào Xung
Tào Xung (tiếng Trung: 曹冲, bính âm: Cáo Chōng, 195-208) tự là Thương Thư, là người con trai của thừa tướng Tào Tháo thời nhà Hán, ông là con của Tào Tháo với người vợ thứ tư là Hoàn phu nhân, Tào Xung chết khi còn rất trẻ (vào năm Kiến an thứ 13), ông là một trong những người con được Tào Tháo yêu quý. Ông được cho là có tính thông minh và được công nhận là một người đặc biệt tài năng và thông minh từ khi còn rất nhỏ. Khi cậu bé lên 6 tuổi, trí thông minh của cậu được mọi người cho là đã tương đương với một người lớn và nổi tiếng với giai thoại cân voi (曹冲称象).

## Tào Xung cân voi
Vào thời Tam Quốc, Tôn Quyền, người cai trị Đông Ngô vì muốn lấy lòng nước Ngụy đã gửi cho Tào Tháo một con voi làm quà. Vào thời ấy, ở phương Bắc, voi là loài vật hiếm cho nên khi con voi được gửi tới Kinh đô Hứa Xương, Tào Tháo dẫn văn võ bá quan cùng con trai Tào Xung tới xem con thú.
Tào Tháo chưa từng trông thấy con voi bao giờ nên coi đó là kỳ lạ. Con voi rất cao và to, chân của nó dày như chiếc cột nhà và người ta có thể đi dưới bụng của nó. Ông ta hiếu kỳ và muốn biết voi nặng bao nhiêu nên bảo với quần thần tìm cách đo trọng lượng của voi. Điều này khiến mọi người bối rối vì khó có thể tìm được một cái cân to để cân voi. Tào Xung lúc này mới 6 tuổi đã đề nghị được cân voi. Tào Tháo chấp thuận.
Tất cả văn võ bá quan đi theo Tào Tháo ra bờ sông, nơi một chiếc thuyền lớn neo đậu ở đó. Tào Xung yêu cầu lính gác dẫn con voi lên trên thuyền. Khi chiếc thuyền đã thăng bằng, cậu bé vạch một vạch đánh dấu mức nước lên thân chiếc thuyền. Rồi cậu hạ lệnh đưa con voi ra khỏi chiếc thuyền. Lúc đó thuyền lại nổi lên như khi chưa có voi xuống. Sau đó cậu yêu cầu lính gác khuân những khối đá với nhiều kích cỡ lên trên thuyền, và chúng khiến chiếc thuyền chìm thêm xuống mặt nước. Khi mực nước đã đến mức được đánh dấu trên thân thuyền, cậu ra lệnh cho lính gác ngừng khuân đá. Sau đó sai lính lần lượt cân số gạch đá này.
Đến lúc này thì mọi người hiểu ra và khâm phục Tào Xung, Tào Tháo thì cảm thấy vô cùng hãnh diện vì người con thông minh của mình.
Tuy chính sử đã ghi chép tình tiết này rõ ràng nhưng một người là Hà Trác (người thời Thanh) nghi ngờ rằng việc này không chắc đã có thật:
| “ | Tôn Sách chết vào năm Kiến An thứ năm, Tôn Quyền mới lên thay, đến năm Kiến An thứ mười lăm Quyền sai Bộ Chất làm Thứ sử Giao Châu, Sĩ Nhiếp đem anh em đến vâng theo mệnh lệnh, sau đó (người Ngô) mới có thể biết được loài voi to (ở Giao Châu), còn Thương Thư (tên tự của Tào Xung) thì đã mất vào năm Kiến An thứ mười ba, do đó việc (Tào Xung cân voi) là bịa đặt. Vạch mực nước đánh dấu trên thuyền thì nghi rằng toán thuật cũng có phép này. | ” |

## Mất
Theo sách "Tam Quốc chí - Ngụy chí - Bỉnh Nguyên chí" ghi chép, năm Kiến An thứ 13, Tào Xung chết bệnh, Tào Tháo đau khổ vô cùng, nhất là về việc chưa cưới vợ cho con khi còn sống. Con gái Tư không Bỉnh Nguyên cũng mới chết yểu cách đó không lâu, Tào Tháo bèn đề nghị hai nhà làm thông gia, cho hai trẻ hợp táng, kết nghĩa vợ chồng dưới âm phủ. Bỉnh Nguyên không đồng ý. Một thời gian sau, nghe nói nhà họ Chân cũng có con gái chết yểu, Tào Tháo đến xin, hai bên chọn ngày lành tháng tốt tổ chức đám cưới như thật, sau đó là đám tang hợp táng.

## Gia đình
- Cha: Tào Tháo
- Mẹ: Hoàn phu nhân
- Anh em: Tào Phi, Tào Chương, Tào Thực, Tào Hùng, Tào Ngang, Tào An Dân...

## Trong văn hóa, nghệ thuật
Trong bộ phim Tam Quốc Diễn Nghĩa (năm 2010), cái chết của Tào Xung được các nhà làm phim mô tả là có nhiều uẩn khúc và nằm trong cuộc tranh đấu quyền lực giữa các con của Tào Tháo. Trong bộ phim này, Tào Xung bị độc mà chết và nghi án dành cho người anh Tào Phi, người sau này kế vị Tào Tháo.